# Albraunia
Albraunia là chi thực vật có hoa trong họ Plantaginaceae.
Albraunia cùng Chaenorhinum và Holzneria tạo thành nhánh / dòng dõi Chaenorhinum. Trước đây chúng được coi là trong Linariinae.

## Phân bố
Các loài trong chi này có tại Iran và Iraq.

## Các loài
Danh sách loài dưới đây lấy theo Plants of the World Online và The Plant List:
- Albraunia foveopilosa Speta, 1982
- Albraunia fugax (Boiss. & Noë) Speta, 1982
- Albraunia psilosperma Speta, 1982